# Bolivinopsis
Bolivinopsis es un género de foraminífero bentónico de la subfamilia Spiroplectammininae, de la familia Spiroplectamminidae, de la superfamilia Spiroplectamminoidea, del suborden Spiroplectamminina y del orden Lituolida. Su especie tipo es Bolivinopsis capitata. Su rango cronoestratigráfico abarca el Cretácico superior.

## Discusión
Clasificaciones previas incluían Bolivinopsis en el suborden Textulariina del Orden Textulariida, o en el orden Lituolida sin diferenciar el suborden Spiroplectamminina.

## Clasificación
Bolivinopsis incluye a las siguientes especies:
- Bolivinopsis abyssalis †
- Bolivinopsis akmursensis †
- Bolivinopsis capitata †
- Bolivinopsis carinatiformis †
- Bolivinopsis compta †
- Bolivinopsis crespinae †
- Bolivinopsis cubensis †
- Bolivinopsis distinctus †
- Bolivinopsis elongata †
- Bolivinopsis fairhavenensis †
- Bolivinopsis hiratai †
- Bolivinopsis itchodaensis †
- Bolivinopsis parvissimus †
- Bolivinopsis pulchella †
- Bolivinopsis rosula †
- Bolivinopsis spectabilis †
- Bolivinopsis suturalis †
- Bolivinopsis trinitatensis †
- Bolivinopsis tuaevi †